# Выборы в Саратовскую областную думу (1994)

## Ключевые даты
- 12 октября 1993 г. — Саратовский областной совет народных депутатов был распущен постановлением администрации Саратовской области № 288[1] под предлогом отсутствия кворума на сессиях[2]. Полномочия областного совета переданы администрации области.
- 22 октября 1993 г. — Указом Президента Российской Федерации[3] предписано провести выборы в представительные органы субъектов РФ в период с декабря 1993 г. по март 1994 г. на основе положений, утверждённых представительными органами или — при их роспуске — исполнительной властью регионов.
- 14 марта 1994 г. — глава администрации области утвердил «Положение о выборах в Саратовскую областную Думу»
- 29 мая 1994 г. — состоялись выборы депутатов Саратовской областной думы первого созыва

## Участники

### Выборы по партийным спискам
Саратовская область стала одним из девяти регионов России, в которых выборы проводились по смешанной мажоритарно-пропорциональной системе (до введения федеральным законодательством обязательного норматива в 2003 г.). Из 35 депутатов 25 избирались в одномандатных округах, 10 — по пропорциональной системе с проходным барьером в 5 %.
Для участия в выборах по пропорциональной системе избирательному объединению необходимо было представить не менее 20 тысяч подписей, из них не более 2,5 тысяч могли быть собраны в одном районе/городе. Из 16 объединений, зарегистрированных областной избирательной комиссией, подписи в срок предоставили только 9.
Основной оппозиционной силой выступал блок «За народовластие!», который объединил обкомы КПРФ и РКРП, областные организации «Союза женщин России» и «Ветеранов войны, труда, вооруженных сил и правоохранительных органов», а также Союз товаропроизводителей города Саратова и Саратовской области. Этому блоку предрекали победу, поскольку кроме традиционного электората входивших в него партий и объединений за этот список могли проголосовать многие сторонники ЛДПР, список которой на федеральных выборах 1993 г. лидировал, и по Саратовской области также занял первое место с 26,63 % голосов (в то время в области не было организации ЛДПР).
Аграрная партия России, на федеральных выборах выступавшая в качестве оппозиции Президенту и главного союзника КПРФ, на выборах в Саратовскую областную думу выступала как «партия власти», в её список вошли близкие к областной администрации люди и главы областных районов.
Саратовская областная Дума первого созыва избиралась сроком на 2 года.

### Выборы по округам
Для регистрации кандидата в одном из округов необходимо было собрать подписи в количестве не менее 3 % от числа избирателей округа. Всего в выборах участвовали 134 кандидата, ещё трое сняли свои кандидатуры по личному заявлению.

## Результаты
29 мая 1994 г. в выборах приняло участие 37,1 % избирателей. Из 9 избирательных объединений 6 преодолело пятипроцентный барьер.
Голоса распределились следующим образом:
| Избирательное объединение               | Количество голосов | мандаты | % |
| --------------------------------------- | ------------------ | ------- | - |
| «За народовластие» ( КПРФ + НПСР )      | 169 349            | 3       |   |
| Аграрная партия                         | 134 620            | 3       |   |
| Демократическая партия России           | 62 806             | 1       |   |
| Союз офицеров запаса                    | 62 112             | 1       |   |
| «Демократический выбор»                 | 62 067             | 1       |   |
| «Блок Явлинского в Саратовской области» | 47 988             | 1       |   |
| «Труд»                                  | 28 964             | -       |   |
| Саратовский земский союз                | 24 172             | -       |   |
| Партия Российского единства и согласия  | 14 837             | -       |   |

По одномандатным округам были избраны 24 депутата, в 18 округе выборы признаны несостоявшимися из-за низкой явки.
Депутаты Саратовской областной думы первого созыва, избранные 29 мая 1994 г.:
| Округ                                   | ФИО депутата                      | Год рождения | место работы |
| --------------------------------------- | --------------------------------- | ------------ | --- |
| 1                                       | Думчев Николай Петрович           | 1948         | заместитель главы администрации (жилищно-коммунальное хозяйство) г. Саратова, депутат бывшего горсовета                                                                                        |
| 2                                       | Соколов Анатолий Иванович         | 1947         | глава администрации Ленинского района |
| 3                                       | Суровов Сергей Борисович          | 1956         | заведующий отделом образования администрации Октябрьского района г. Саратова, 8-й номер в списке Союза офицеров запаса                                                                         |
| 4                                       | Моторный Евгений Владимирович     | 1948         | президент телекомпании «Славия», депутат бывшего облсовета, 2-й номер в списке «Демократического выбора»                                                                                       |
| 5                                       | Рашкин Валерий Федорович          | 1955         | секретарь областного комитета Коммунистической партии Российской Федерации, главный диспетчер ПО «Корпус», депутат бывшего горсовета, 1- й номер в списке «За народовластие»                   |
| 6                                       | Семенец Николай Яковлевич         | 1946         | председатель областной организации Российского союза офицеров запаса, президент фонда помощи военнослужащим «Защита», г. Саратов, 1-й номер в списке Союза офицеров запаса                     |
| 7                                       | Асташкин Анатолий Васильевич      | 1946         | генеральный директор саратовского представительства АО «Волтайр», 11-й номер в списке «Блока Явлинского в Саратовской области»                                                                 |
| 8                                       | Тимошок Александр Михайлович      | 1949         | председатель правления акционерного общества закрытого типа «Завод монтажных заготовок» |
| 9                                       | Аксененко Юрий Николаевич         | 1950         | глава администрации Саратовского района |
| 10                                      | Соседов Юрий Александрович        | 1948         | главный инженер проектов, начальник отдела рабочего проектирования и авторского надзора, г. Красноармейск                                                                                      |
| 11                                      | Гришин Николай Павлович           | 1936         | исполнительный директор АО «Силикат», г. Саратов, бывший депутат облсовета и РФ, бывший председатель областного исполнительного комитета, г. Саратов, 5-й номер в списке Союза офицеров запаса |
| 12                                      | Каратышов Сергей Маркович         | 1941         | главный врач управления здравоохранения администрации, г. Балашов |
| 13                                      | Громов Алексей Алексеевич         | 1943         | глава администрации г. Ртищево и Ртищевского района |
| 14                                      | Санталов Владимир Николаевич      | 1950         | директор Михайловской птицефабрики, р.п. Татищево |
| 15                                      | Михеев Петр Андреевич             | 1946         | заместитель главы областной администрации — начальник управления сельского хозяйства |
| 16                                      | Янкевич Эдуард Борисович          | 1935         | первый заместитель главы областной администрации, депутат бывшего облсовета |
| 17                                      | Шапошников Василий Дмитриевич     | 1948         | заместитель главы администрации г. Балаково и Балаковского района |
| 18                                      | -                                 | -            | - |
| 19                                      | Малетин Виктор Владимирович       | 1952         | методист отдела народного образования администрации г. Хвалынска |
| 20                                      | Новиков Петр Сергеевич            | 1944         | директор АО «Новорепинское», Озинский район |
| 21                                      | Акимов Александр Филиппович       | 1951         | председатель АО «Горькореченское», Новоузенский район |
| 22                                      | Малютин Виктор Давыдович          | 1948         | председатель АО «Борисоглебское», Федоровский район |
| 23                                      | Макаревич Николай Сидорович       | 1942         | временно не работает — бывший председатель облсовета, г. Саратов |
| 24                                      | Мальцев Вячеслав Вячеславович     | 1964         | директор сыскного бюро «Аллегро», г. Саратов, 15-й номер в списке «Блока Явлинского…» |
| 25                                      | Павлов Владимир Михайлович        | 1942         | главный врач поликлиники № 1 г. Энгельса, депутат бывшего облсовета |
| «За народовластие»                      | Боброва Валентина Михайловна      | 1936         | председатель Саратовского областного отделения Союза женщин России |
| «За народовластие»                      | Солдатов Николай Степанович       | 1939         | начальник автоколонны АТП-1, г. Саратов |
| «За народовластие»                      | Шмаков Владимир Викторович        | 1938         | директор предприятия «Термолит» ПО «Корпус» |
| Аграрная партия                         | Дворкин Борис Зямович             | 1939         | председатель саратовской областной организации АПР, президент агропромышленной фирмы «Агропромтехнопол», депутат бывшего облсовета                                                             |
| Аграрная партия                         | Харитонов Александр Петрович      | 1952         | председатель областного комитета по вопросам реформы органов представительной власти, депутат бывшего облсовета — заместитель председателя                                                     |
| Аграрная партия                         | Кочетков Александр Георгиевич     | 1944         | директор ФО «Белопольское» Советского района, с. Любимово |
| ДПР                                     | Карпов Олег Игоревич              | 1964         | председатель Саратовской областной организации Демократической партии России, бывший работник аппарата облсовета                                                                               |
| Союз офицеров запаса                    | Володин Вячеслав Викторович       | 1964         | заведующий кафедрой государственного и регионального управления, профессор Поволжского кадрового центра, г. Саратов, депутат бывшего горсовета, 2-й номер в списке Союза офицеров запаса       |
| «Демократический выбор»                 | Давыдов Валерий Николаевич        | 1940         | председатель совета директоров ВНИПИинформБУТЭК, президент областного Союза предпринимателей и арендаторов, председатель областной организации «ДемРоссии» и президент компании «Гелон»        |
| «Блок Явлинского в Саратовской области» | Жаворонский Александр Анатольевич | 1954         | председатель профсоюза работников свободного труда Саратовской области, депутат бывшего горсовета                                                                                              |

Первое заседание областной думы состоялось 17 июня 1994 г.